# 金隈遺跡
金隈遺跡（かねのくまいせき）は、福岡県福岡市博多区大字金隈字日焼に所在する弥生時代の共同墓地。1972年（昭和47年）5月17日、国の史跡に指定される。周辺は金隈遺跡公園として整備されている。

## 概要
本遺跡は、月隈丘陵南側、標高30メートルに位置している。本遺跡の西2キロメートルほどのところに板付遺跡があり、また、南西3キロメートルのところに岡本遺跡がある。本遺跡は、弥生時代前期から後期にわたる一大共同墓地である。

## 発掘調査
1968年（昭和43年）農道建設の際、甕棺片が偶然発見された。同年事前調査が行われ、翌年から2カ年にわたり発掘調査が実施された。その結果、300基に及ぶ弥生時代の共同墓地であることが明らかになった。丘陵上の本遺跡からは、弥生時代前期末から後期初頭の甕棺墓348基、土壙墓119基、石棺墓2基が見つかっている。

### 副葬品
103号甕棺墓から人骨右手にゴホウラ製貝輪2個、磨製石鏃1個、30号甕棺墓から滑石製丸玉1個が出土した。97号甕棺墓から人体に突き刺さされた磨製石鏃の鋒先2個が出土。折れて残ったと推定されている。

### 人骨
甕棺墓の中に遺っていた多数の人骨の形質人類学的観察からは、男性人骨の平均身長は161.2センチメートル、女性人骨の平均身長は151.1センチメートルで、平均死亡年齢は40歳代であることが判明した。その他、風習的抜歯例が男女で2例あり、それは上顎犬歯を抜く縄文文化の特徴を残している。

## 現状

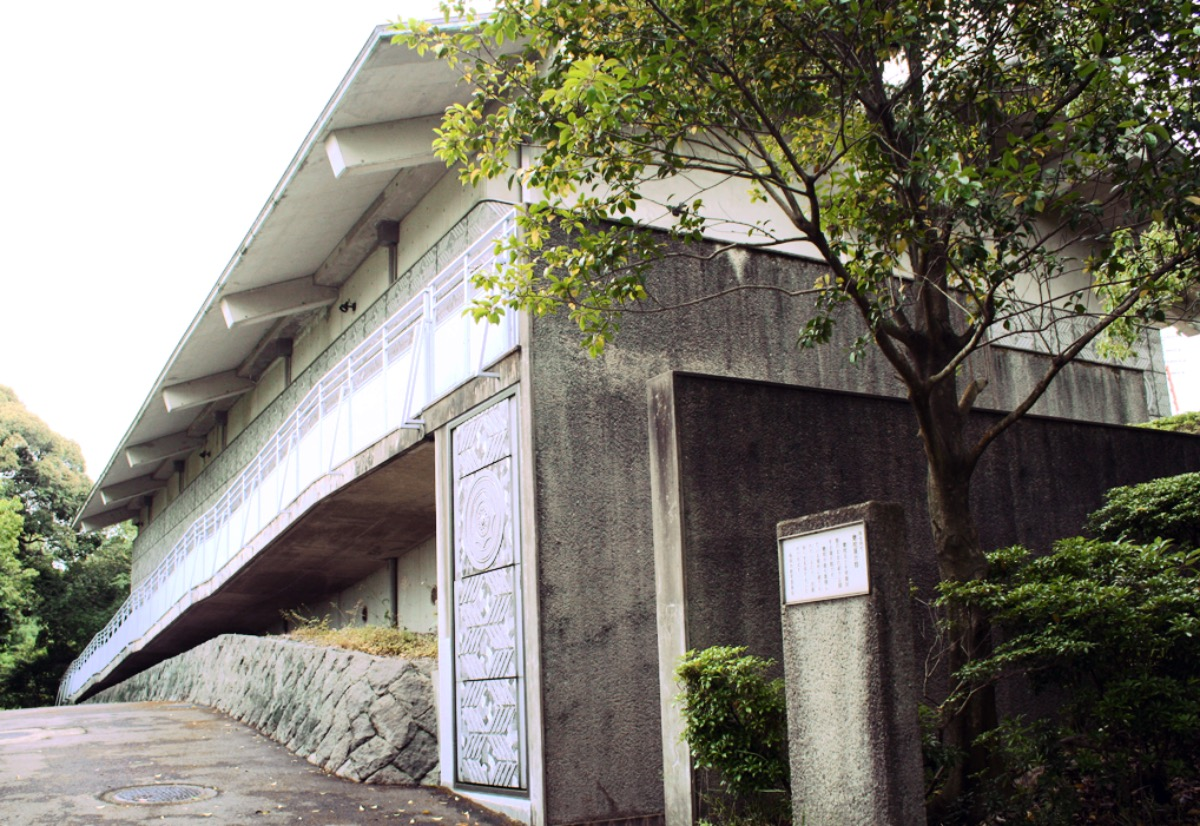
金隈遺跡甕棺展示館

1985年（昭和60年）3月に発掘区域を覆う形で金隈遺跡甕棺展示館が建てられた。館内では甕棺や人骨が発掘当時の状態のままで展示されている。また、展示館の隣の丘の上には古墳時代後期のものとされる横穴式石室古墳があり、この古墳の周囲は「弥生の森」という森になっている。
これらの施設が金隈遺跡公園として公開されている。金隈遺跡公園は福岡市の経済観光文化局が管理している（住宅都市局以外が管理する他局管理公園である）。公園・展示館とも入場無料。月曜日（月曜日が祝日の場合は次の平日）や年末年始は休園。
- アクセス
  - 福岡空港より西鉄バス43番系統乗車「金隈遺跡前」下車約300m
  - 駐車スペースあり